# ヤン・ポトツキ
ヤン・ポトツキ（ポーランド語発音: [ˈjan pɔˈtɔt͡skʲi] ; 1761年3月8日 - 1815年12月23日）は、ポーランドの技術者、学者、作家。共和国伯爵。
ポーランド陸軍の技術者で、8か国語に通じていた。民族学者、エジプト学者、言語学者として、また旅行家、冒険家、啓蒙作家として活躍した。啓蒙時代を代表する総合文化人のひとりである。
「サラゴサ手稿」はフランス語で書かれ、20世紀半ばロジェ・カイヨワやツヴェタン・トドロフによって再発見された長編枠物語である。

## 著書（日本語訳）
- 『サラゴザ手稿』 工藤幸雄訳、国書刊行会〈世界幻想文学大系〉、1980年
  - 『サラゴサ手稿』 創元ライブラリ（上中下）、2024年。遺稿による改訳版
- 『サラゴサ手稿』 畑浩一郎訳、岩波文庫（上中下）、2022-2023年。上記とは別版での訳書